# Kim Small
Kim Maree Small OAM, nach Heirat Kim Maree Tuckwell (* 13. April 1965), ist eine ehemalige australische Hockeyspielerin, die mit der Australischen Hockeynationalmannschaft 1988 Olympiasiegerin war und 1990 Weltmeisterschaftszweite war.

## Sportliche Karriere
Kim Small wirkte bei den Olympischen Spielen 1988 in Seoul in allen fünf Spielen mit. Im Halbfinale bezwangen die Australierinnen die Niederländerinnen mit 3:2. Im Finale gegen die Südkoreanerinnen gewannen die Australierinnen mit 2:0. Kim Small wurde im Finale kurz vor Schluss gegen Lorraine Hillas ausgewechselt, damit Hillas ebenfalls Anspruch auf die Überreichung einer Goldmedaille erwarb. Anfang 1989 wurde Kim Small wie alle Olympiasiegerinnen von 1988 in den Order of Australia aufgenommen.
Kim Small nahm 1989 an der Champions Trophy teil und erzielte drei Tore, die Australierinnen wurden Zweite hinter den Südkoreanerinnen. 1990 erreichten die Australierinnen bei der Weltmeisterschaft 1990 in Sydney das Finale, dort unterlagen sie den Niederländerinnen mit 1:3.